# رافاييل كويلو راموس
رافاييل كويلّو راموس (بالإسبانية: Rafael Coello Ramos)‏ هو ملحن وكاتب أغاني وشاعر هندوراسي، ولد في 12 ديسمبر 1877 في Comayagüela ‏ في هندوراس، وتوفي في 1967 في تيغوسيغالبا في هندوراس.